# Beate Grzeski
Beate Grzeski (* 10. Oktober 1960) ist eine deutsche Diplomatin. Seit September 2023 ist sie Botschafterin der Bundesrepublik Deutschland in Australien und leitet als solche die Botschaft Canberra.

## Leben und Laufbahn
Grzeski wurde am 10. Oktober 1960 geboren. Sie studierte Rechtswissenschaft und legte im Jahr 1984 das erste juristische Staatsexamen an der Ludwig-Maximilians-Universität München ab. Im Jahr 1988 folgte das zweite juristische Staatsexamen am Oberlandesgericht Koblenz.
Sie absolvierte den Vorbereitungsdienst für den höheren auswärtigen Dienst in der Aus- und Fortbildungsstätte des Auswärtigen Amts in Bonn-Ippendorf.
Nach der Laufbahnprüfung fungierte sie als Referentin in der politischen Abteilung der Zentrale des Auswärtigen Amts in Bonn.
Ihre erste Auslandsverwendung führte sie von 1991 bis 1994 als Referentin für Fragen der Umwelt und des Verkehrs an die Botschaft Den Haag, Niederlande. Von 1994 bis 1996 kehrte sie in die Zentrale des Auswärtigen Amts nach Bonn als Referentin für Internationale Wirtschafts- und Finanzpolitik in der Wirtschaftsabteilung zurück.
Von 1996 bis 1999 war sie in den Geschäftsbereich des Deutschen Bundestags abgeordnet und wurde dort persönliche Referentin von Bundestagspräsidentin Rita Süssmuth. Es schloss sich von 1999 bis 2002 die Funktion der persönlichen Referentin des Sonderkoordinators des Stabilitätspakts für Südosteuropa, Bodo Hombach, in Brüssel an. Im Jahr 2002 war sie für kurze Zeit Direktorin für Wirtschaft des Stabilitätspakts für Südosteuropa. Von 2002 bis 2003 war Grzeski Beraterin des Vorsitzenden der EPP-Gruppe im Europäischen Verfassungskonvent, ebenfalls in Brüssel.
Zurück im Auswärtigen Amt, nun in Berlin, war sie von 2003 bis 2006 für die strategische Planung in der Kulturabteilung zuständig. Von 2006 bis 2011 leitete sie das Referat für EU Innen- und Justizpolitik im Auswärtigen Amt.
Von 2011 bis 2014 war sie Leiterin der Wirtschaftsabteilung in der Botschaft Peking, VR China. Sie heiratete dort im Jahr 2012 Markus Ederer, der als Botschafter die Delegation der Europäischen Union in Peking leitete.
Während ihr Mann von Januar 2014 bis Oktober 2017 Staatssekretär des Auswärtigen Amts (Kabinett Merkel III) war, wurde Grzeski von 2014 bis 2015 Beauftragte für Außenwissenschaftspolitik, Deutschlandkommunikation und den Dialog zwischen den Kulturen.
In der Begrüßung des neuen Staatssekretärs wandte sich der Bundesaußenminister direkt an Grzeski:

„Uns allen, aber zuletzt auch Ihnen, Frau Grzeski, der wir Ihnen ja -- wieder einmal -- für eine Zeit den Ehemann „stehlen“. Danke, dass Sie Ihr Einverständnis gegeben haben!“

Von 2015 bis 2017 war sie Beauftragte für Flucht und Migration im Auswärtigen Amt mit der Amtsbezeichnung einer Botschafterin im Amt der Besoldungsgruppe B 6 der Bundesbesoldungsordnung. In dieser Funktion leitete sie den „Sonderstab Migration“, den Außenminister Steinmeier abteilungsübergreifend gebildet hatte und der eine Arbeitsgruppe auf Staatssekretärsebene im Bundeskanzleramt in Fragen der Bewältigung der Migration auf dem Weg über Südosteuropa unterstützte.
Von 2017 bis 2022 war Grzeski ständige Vertreterin des Botschafters in Moskau, Russland, während ihr Mann dort die EU-Delegation leitete.
Außenministerin Baerbock gab am 10. Juli 2022 in Palau bekannt, dass Grzeski nunmehr als „Sonderbeauftragte für die pazifischen Inselstaaten“ mit Sitz in Canberra wirken sollte. Grzeski Ehemann Ederer war dort deutscher Botschafter geworden. Als dieser in den Ruhestand gegangen war, wurde Grzeski im September 2023 als außerordentliche und bevollmächtigte Botschafterin und Leiterin der Botschaft Canberra bestellt.